# Konstantinos Mavropanos
Konstantinos „Dinos“ Mavropanos (griechisch Κωνσταντίνος Μαυροπάνος; * 11. Dezember 1997 in Athen) ist ein griechischer Fußballspieler. Der Innenverteidiger steht bei West Ham United unter Vertrag. Darüber hinaus ist er für die griechische Nationalmannschaft aktiv.

## Karriere

### Verein
Der in Athen geborene Mavropanos begann seine Karriere in der Jugend von Apollon Smyrnis, wo er acht Jahre lang blieb. Daraufhin 
wechselte er im Januar 2016 zu PAS Giannina, einem Verein der griechischen Super League, und unterschrieb einen dreieinhalbjährigen Vertrag. Mavropanos debütierte am 29. November 2016 für PAS Giannina im griechischen Pokal. Insgesamt absolvierte er für den Verein 23 Pflichtspiele und erzielte dabei drei Treffer.
Am 4. Januar 2018 unterschrieb Mavropanos einen Vertrag beim FC Arsenal. Am 15. Januar desselben Jahres half er der U23 des Vereins, die Reserve von Manchester United mit 4:0 zu schlagen, und spielte die gesamten 90 Minuten. Im Februar 2018 wurde der Grieche als Ergänzungsspieler für die K.o.-Phase der Europa League nominiert, in diesem Wettbewerb jedoch nicht eingesetzt. Am 36. Spieltag der Saison 2018/19 gab Mavropanos bei der 1:2-Niederlage gegen Manchester United im Old Trafford sein Debüt in der Premier League.
In Ermangelung an Perspektiven bei den Profis wurde der Innenverteidiger Mitte Januar 2020 bis Saisonende an den deutschen Zweitligisten 1. FC Nürnberg, der sich im Gegensatz zu Arsenal noch in der Winterpause befand, verliehen. Als Teil der Viererkette war der Grieche sofort gesetzt und absolvierte bis zum Saisonende 11 Zweitligaspiele, davon alle von Beginn an; vier Partien verpasste er aufgrund kleinerer Verletzungen. Mit einer Zweikampfquote von 67,69 % konnte sich Mavropanos vom Rest der Liga absetzen, musste jedoch mit dem Club als Tabellensechzehnter die Abstiegsrelegation gegen den FC Ingolstadt 04 bestreiten, über die der Klassenerhalt erreicht werden konnte.
Zur Saison 2020/21 verblieb Mavropanos in Deutschland und wechselte für eine Saison auf Leihbasis in die Bundesliga zum Aufsteiger VfB Stuttgart. Vor der Saison 2021/22 wurde die Leihe um ein Jahr verlängert und der VfB erhielt eine Kaufoption. Nach dem erfolgreichen Klassenerhalt zog der VfB im Mai 2022 die Kaufoption.
Im August 2023 wechselte Mavropanos zu West Ham United. Sein erstes Tor für West Ham erzielte er am 28. Dezember 2023 beim 0:2-Auswärtssieg gegen seinen früheren Verein FC Arsenal in der Premier League.

### Nationalmannschaft
Zwischen 2017 und 2018 absolvierte Mavropanos vier Länderspiele für die U21 Griechenlands. Im März 2021 wurde er erstmals für die A-Nationalmannschaft Griechenlands nominiert und debütierte beim 2:1-Testspielsieg über Honduras am 28. März 2021.

## Trivia
Am 1. Februar 2023 erzielte er beim 2:1-Auswärtssieg im DFB-Pokal-Achtelfinale im Trikot des VfB gegen den SC Paderborn das Eigentor aus größter Entfernung in der Geschichte des Wettbewerbs (mehr als 48 Meter).